# 25 포카이아
 25 포카이아(Phocaea)는 소행성대의 소행성이다.

## 발견
1853년 4월 6일에 Jean Chacornac가 발견하였다.
그리고 Jean Chacornac가 최초로 관측한 소행성이다.